# Rae Sremmurd
Rae Sremmurd (ausgesprochen [ˈreɪ ʃrˈɪmɜrd]; rückwärts für „Ear Drummers“) ist ein US-amerikanisches Hip-Hop-Duo aus Atlanta, bestehend aus den beiden Brüdern Swae Lee und Slim Jxmmi (eigentlich Khalif und Aaquil Brown).

## Bandgeschichte
Die beiden Brüder Swae Lee und Slim Jxmmi (eigentlich Khalif und Aaquil Brown) kommen ursprünglich aus Kalifornien und sind in Tupelo im Bundesstaat Mississippi aufgewachsen. Dort machten sie während ihrer Schulzeit als Rapper und Entertainer unter dem Namen Dem Outta St8 Boyz im Trio mit wechselnden Partnern auf sich aufmerksam. 2010 nahmen sie an einem Wettbewerb in Memphis teil und kamen zu einem Showauftritt beim Fernsehsender BET, den sie im Jahr darauf wiederholen konnten. Sie bewarben sich auch bei namhaften Labels in New York, aber ohne Erfolg.
Schließlich wurde der Producer P-Nasty aus dem Team von Mike Will Made It durch einen Cousin aus Mississippi auf sie aufmerksam und holte sie nach Atlanta. Sie traten erstmals in Erscheinung, als sie 2013 das Partystück We zum Mixtape Mike Will Been Trill beitrugen. Das Produktionsteam von Mike Will, EarDrummers, rückwärts gelesen Rae Sremmurd, veröffentlichte im Februar des folgenden Jahres das Lied über sein Label Made-It Mafia als Single. Im Mai folgte die zweite Single der beiden mit dem Titel No Flex Zone, sie kam wenig später in die Singlecharts und erreichte dort Platz 36. Bei YouTube kam das Video dazu auf über 120 Millionen Aufrufe. Mit der nächsten Single No Type kamen sie sogar in die Top 20 der offiziellen Charts und erreichten außerdem Platz 2 der Rap-Airplay-Charts und Gold-Status. Das Video erreichte bis Mitte 2020 über 800 Millionen Klicks  auf YouTube.
Zum Jahresende stellten Rae Sremmurd ihr Debütalbum SremmLife fertig, das in der ersten Januarwoche 2015 erschien. Vorab wurde das Stück Throw Sum Mo veröffentlicht, eine Zusammenarbeit mit Nicki Minaj und Young Thug, die es ebenfalls in die Singlecharts schaffte.
Am 16. Juni 2016 verkündeten Rae Sremmurd, dass ihr zweites Album SremmLife 2 am 12. August 2016 erscheint. Am 7. Juli 2017 kündigte Swae Lee bei HipHop.de am Openair Frauenfeld das Album Sremmlife 3 an, das schließlich im Mai 2018 erschien.
Nach einer längeren Pause kehrte Rae Sremmurd im April 2023 mit "Sremm 4 Life" zurück.

## Mitglieder
- Swae Lee (* 7. Juni 1993 als Khalif Malik Ibn Shaman Brown[4])
- Slim Jxmmi (* 29. Dezember 1991 als Aaquil Iben Shamon Brown[5])

## Diskografie

### Studioalben
| Jahr | Titel        | Höchstplatzierung, Gesamtwochen, AuszeichnungChartplatzierungen (Jahr, Titel, Platzierungen, Wochen, Auszeichnungen, Anmerkungen) | Höchstplatzierung, Gesamtwochen, AuszeichnungChartplatzierungen (Jahr, Titel, Platzierungen, Wochen, Auszeichnungen, Anmerkungen) | Höchstplatzierung, Gesamtwochen, AuszeichnungChartplatzierungen (Jahr, Titel, Platzierungen, Wochen, Auszeichnungen, Anmerkungen) | Höchstplatzierung, Gesamtwochen, AuszeichnungChartplatzierungen (Jahr, Titel, Platzierungen, Wochen, Auszeichnungen, Anmerkungen) | Anmerkungen                                                 |
| Jahr | Titel        | DE | CH | UK | US | Anmerkungen                                                 |
| ---- | ------------ | --- | --- | --- | --- | ----------------------------------------------------------- |
| 2015 | SremmLife    | — | — | UK— SilberUK | US5 ×2Doppelplatin · (122 Wo.)US                                                                                                  | Erstveröffentlichung: 6. Januar 2015 Verkäufe: + 2.105.000  |
| 2016 | SremmLife 2  | — | CH32 (1 Wo.)CH | — | US4 ×2Doppelplatin · (64 Wo.)US                                                                                                   | Erstveröffentlichung: 12. August 2016 Verkäufe: + 2.080.000 |
| 2018 | SR3MM        | DE61 (1 Wo.)DE | CH35 (1 Wo.)CH | UK33 (2 Wo.)UK | US6 Platin · (17 Wo.)US | Erstveröffentlichung: 4. Mai 2018 Verkäufe: + 1.040.000     |
| 2023 | Sremm 4 Life | — | — | — | US28 (1 Wo.)US | Erstveröffentlichung: 7. April 2023                         |

### Mixtapes
- 2011: Party Animal
- 2012: Three Stooges Mixtape
- 2016: Trail Mix

### Singles als Leadmusiker
| Jahr | Titel Album                | Höchstplatzierung, Gesamtwochen, AuszeichnungChartplatzierungen (Jahr, Titel, Album, Platzierungen, Wochen, Auszeichnungen, Anmerkungen) | Höchstplatzierung, Gesamtwochen, AuszeichnungChartplatzierungen (Jahr, Titel, Album, Platzierungen, Wochen, Auszeichnungen, Anmerkungen) | Höchstplatzierung, Gesamtwochen, AuszeichnungChartplatzierungen (Jahr, Titel, Album, Platzierungen, Wochen, Auszeichnungen, Anmerkungen) | Höchstplatzierung, Gesamtwochen, AuszeichnungChartplatzierungen (Jahr, Titel, Album, Platzierungen, Wochen, Auszeichnungen, Anmerkungen) | Höchstplatzierung, Gesamtwochen, AuszeichnungChartplatzierungen (Jahr, Titel, Album, Platzierungen, Wochen, Auszeichnungen, Anmerkungen) | Anmerkungen                                                                                  |
| Jahr | Titel Album                | DE | AT | CH | UK | US | Anmerkungen                                                                                  |
| ---- | -------------------------- | --- | --- | --- | --- | --- | -------------------------------------------------------------------------------------------- |
| 2014 | No Flex Zone SremmLife     | — | — | — | — | US36 ×3Dreifachplatin · (20 Wo.)US | Erstveröffentlichung: 18. Mai 2014 Verkäufe: + 3.030.000                                     |
| 2014 | No Type SremmLife          | DE— GoldDE | — | — | UK93 Gold · (2 Wo.)UK | US16 ×7Siebenfachplatin · (26 Wo.)US | Erstveröffentlichung: 15. September 2014 Verkäufe: + 7.930.000                               |
| 2014 | Throw Sum Mo SremmLife     | — | — | — | — | US30 ×3Dreifachplatin · (20 Wo.)US | Erstveröffentlichung: 9. Dezember 2014 Verkäufe: + 3.030.000; feat. Nicki Minaj & Young Thug |
| 2015 | This Could Be Us SremmLife | — | — | — | UK— GoldUK | US49 ×5Fünffachplatin · (20 Wo.)US | Erstveröffentlichung: 21. April 2015 Verkäufe: + 5.535.000                                   |
| 2015 | Come Get Her SremmLife     | — | — | — | UK— SilberUK | US56 ×5Fünffachplatin · (19 Wo.)US | Erstveröffentlichung: 29. September 2014 Verkäufe: + 5.305.000                               |
| 2016 | Look Alive SremmLife 2     | — | — | — | — | US72 ×2Doppelplatin · (6 Wo.)US | Erstveröffentlichung: 14. April 2016 Verkäufe: + 2.000.000                                   |
| 2016 | Black Beatles SremmLife 2  | DE8 Platin · (16 Wo.)DE | AT13 (12 Wo.)AT | CH4 (16 Wo.)CH | UK2 Platin · (16 Wo.)UK | US1 Diamant · (27 Wo.)US | Erstveröffentlichung: 12. September 2016 Verkäufe: + 12.083.333; feat. Gucci Mane            |
| 2017 | Swang SremmLife 2          | — | — | — | UK— SilberUK | US26 ×6Sechsfachplatin · (26 Wo.)US | Erstveröffentlichung: 26. Januar 2017 Verkäufe: + 6.455.000                                  |
| 2017 | Perplexing Pegasus SR3MM   | — | — | — | — | US84 Platin · (3 Wo.)US | Erstveröffentlichung: 31. Juli 2017 Verkäufe: + 1.020.000                                    |
| 2018 | Powerglide SR3MM           | — | — | — | — | US28 ×3Dreifachplatin · (17 Wo.)US | Erstveröffentlichung: 1. März 2018 Verkäufe: + 3.170.000; feat. Juicy J                      |
| 2018 | Guatemala SR3MM            | — | — | CH71 (4 Wo.)CH | UK68 Gold · (13 Wo.)UK | US84 Platin · (1 Wo.)US | Erstveröffentlichung: 11. April 2018 Verkäufe: + 1.500.000                                   |
| 2018 | Close SR3MM                | — | — | — | — | US98 Gold · (1 Wo.)US | Erstveröffentlichung: 18. April 2018 Verkäufe: + 520.000; feat. Travis Scott                 |

### Singles als Gastmusiker
| Jahr | Titel Album   | Höchstplatzierung, Gesamtwochen, AuszeichnungChartplatzierungen (Jahr, Titel, Album, Platzierungen, Wochen, Auszeichnungen, Anmerkungen) | Höchstplatzierung, Gesamtwochen, AuszeichnungChartplatzierungen (Jahr, Titel, Album, Platzierungen, Wochen, Auszeichnungen, Anmerkungen) | Anmerkungen                                                                                          |
| Jahr | Titel Album   | UK | US | Anmerkungen                                                                                          |
| ---- | ------------- | --- | --- | --- |
| 2015 | Blasé Free TC | — | US63 ×2Doppelplatin · (18 Wo.)US | Erstveröffentlichung: 26. Juni 2015 Verkäufe: + 2.040.000; Ty Dolla Sign feat. Future & Rae Sremmurd |
| 2018 | Sativa Trip   | UK— GoldUK | US74 ×5Fünffachplatin · (16 Wo.)US | Erstveröffentlichung: 22. Januar 2018 Verkäufe: + 5.400.000; Jhené Aiko feat. Rae Sremmurd           |

Weitere Gastbeiträge
- 2018: Aries (YuGo) Part 2 (Mike Will Made It feat. Big Sean, Pharrell, Quavo & Rae Sremmurd)

## Auszeichnungen für Musikverkäufe
| Goldene Schallplatte - Australien - 2019: für die Single Powerglide - Belgien - 2017: für die Single Black Beatles - Brasilien - 2024: für die Single No Flex Zone - 2024: für die Single Guatemala - 2024: für die Single Perplexing Pegasus - 2024: für die Single Close - 2024: für die Single Come Get Her - 2024: für die Single Aries (YuGo) Part 2 - 2024: für die Single Throw Sum Mo - 2025: für das Lied Not So Bad (Leans Gone Cold) - Dänemark - 2017: für das Album SremmLife 2 - 2020: für die Single Come Get Her - 2021: für die Single This Could Be Us - Finnland - 2018: für das Album SremmLife - 2018: für das Album SremmLife 2 - Frankreich - 2023: für das Album SremmLife 2 - Kanada - 2018: für die Single Blasé - 2018: für das Album SR3MM - Neuseeland - 2019: für die Single Powerglide - Polen - 2024: für die Single Swang - 2024: für das Album SremmLife 2 - Portugal - 2019: für die Single Black Beatles - Schweden - 2015: für die Single No Type - Spanien - 2017: für die Single Black Beatles - Vereinigte Staaten - 2018: für das Lied Up Like Trump - 2018: für das Lied By Chance - 2018: für das Lied My X - 2018: für das Lied Real Chill | Platin-Schallplatte - Australien - 2019: für die Single No Type - Brasilien - 2024: für die Single Powerglide - 2024: für die Single This Could Be Us - Dänemark - 2018: für die Single Black Beatles - 2019: für das Album SremmLife - 2019: für die Single No Type - Frankreich - 2017: für die Single Black Beatles - Italien - 2017: für die Single Black Beatles - Kanada - 2017: für die Single Swang - 2018: für die Single Powerglide - 2018: für die Single Guatemala - Neuseeland - 2020: für die Single No Type - 2020: für die Single Swang - 2020: für die Single Come Get Her - 2022: für das Album SremmLife - 2022: für die Single This Could Be Us - 2024: für das Album SremmLife 2 - Norwegen - 2017: für die Single Black Beatles 2× Platin-Schallplatte - Brasilien - 2024: für die Single No Type - 2024: für die Single Swang - Finnland - 2018: für die Single Black Beatles - Polen - 2021: für die Single Black Beatles 3× Platin-Schallplatte - Australien - 2019: für die Single Black Beatles - Neuseeland - 2025: für die Single Black Beatles Diamantene Schallplatte - Brasilien - 2024: für die Single Black Beatles |

Anmerkung: Auszeichnungen in Ländern aus den Charttabellen bzw. Chartboxen sind in ebendiesen zu finden.
| Land/RegionAuszeichnungen für Musikverkäufe (Land/Region, Auszeichnungen, Verkäufe, Quellen) | Silber     | Gold       | Platin       | Diamant     | Verkäufe   | Quellen              |
| -------------------------------------------------------------------------------------------- | ---------- | ---------- | ------------ | ----------- | ---------- | -------------------- |
| Australien (ARIA)                                                                            | —          | Gold1      | 4× Platin4   | —           | 315.000    | aria.com.au          |
| Belgien (BRMA)                                                                               | —          | Gold1      | —            | —           | 15.000     | ultratop.be          |
| Brasilien (PMB)                                                                              | —          | 8× Gold8   | 6× Platin6   | Diamant1    | 780.000    | pro-musicabr.org.br  |
| Dänemark (IFPI)                                                                              | —          | 3× Gold3   | 3× Platin3   | —           | 270.000    | ifpi.dk              |
| Deutschland (BVMI)                                                                           | —          | Gold1      | Platin1      | —           | 600.000    | musikindustrie.de    |
| Finnland (IFPI)                                                                              | —          | 2× Gold2   | 2× Platin2   | —           | 100.000    | Einzelnachweise      |
| Frankreich (SNEP)                                                                            | —          | Gold1      | Platin1      | —           | 183.333    | snepmusique.com      |
| Italien (FIMI)                                                                               | —          | —          | Platin1      | —           | 50.000     | fimi.it              |
| Kanada (MC)                                                                                  | —          | 2× Gold2   | 3× Platin3   | —           | 320.000    | musiccanada.com      |
| Neuseeland (RMNZ)                                                                            | —          | Gold1      | 9× Platin9   | —           | 255.000    | radioscope.co.nz NZ2 |
| Norwegen (IFPI)                                                                              | —          | —          | Platin1      | —           | 40.000     | ifpi.no              |
| Polen (ZPAV)                                                                                 | —          | 2× Gold2   | 2× Platin2   | —           | 135.000    | olis.pl              |
| Portugal (AFP)                                                                               | —          | Gold1      | —            | —           | 5.000      | Einzelnachweise      |
| Schweden (IFPI)                                                                              | —          | Gold1      | —            | —           | 20.000     | Einzelnachweise      |
| Spanien (Promusicae)                                                                         | —          | Gold1      | —            | —           | 20.000     | elportaldemusica.es  |
| Vereinigte Staaten (RIAA)                                                                    | —          | 5× Gold5   | 48× Platin48 | Diamant1    | 60.500.000 | riaa.com             |
| Vereinigtes Königreich (BPI)                                                                 | 3× Silber3 | 4× Gold4   | Platin1      | —           | 2.660.000  | bpi.co.uk            |
| Insgesamt                                                                                    | 3× Silber3 | 34× Gold34 | 82× Platin82 | 2× Diamant2 |            |                      |